# Наталија Карађорђевић
Наталија Карађорђевић (Београд, 26. децембар 2018) је српска принцеза из династије Карађорђевић. Старија кћерка кнеза Михаила Карађорђевића и кнегиње Љубице.

## Биографија
Наталија Карађорђевић је рођена 26. децембра 2018. године у Београду, као прво дете кнеза Михаила Карађорђевића и кнегиње Љубице. Њено рођење огласила су звона цркве Светог Ђорђа на Опленцу. Са очеве стране, она је унука краљевића Томислава Карађорђевића и кнегиње Линде, као и праунука краља Александра I Карађорђевића.
Припада седмој генерацији породице Карађорђевић.

## Крштење
Принцеза Наталија је крштена 4. маја 2019. године и цркви Светог Ђорђа на Опленцу. Крстио ју је епископ шумадијски Јован, а кум је био београдски фризер Милан Сарић.
Међу гостима на крштењу, били су кнегиња Линда Карађорђевић, Катарина и Викторија де Силва, глумица Ана Сакић и многи други.

## Титуле и признања
- 26. децембар 2018 – : Њено Краљевско Височанство принцеза Наталија Карађорђевић од Србије и Југославије

## Одликовања
- Дама Великог Крста Ордена Куће Грујић

## Родитељи
| име            | слика | датум рођења        |
| -------------- | ----- | ------------------- |
| Кнез Михаило   |       | 15. децембар 1985.  |
| Кнегиња Љубица |       | 21. септембар 1989. |

### Сестра
| име              | слика | датум рођења  |
| ---------------- | ----- | ------------- |
| Принцеза Исидора |       | 17. мај 2022. |